# Listă de mitropoliți ai Olteniei
- Nifon Criveanu (21 decembrie 1939 – 20 aprilie 1945),
- Firmilian Marin (28 decembrie 1947 – 29 octombrie 1972),
- Teoctist Arăpașu (28 februarie 1973 – 25 septembrie 1977),
- Nestor Vornicescu (23 aprilie 1978 – 17 mai 2000),
- Teofan Savu (22 octombrie 2000 - 8 iunie 2008),
- Irineu Popa (din 27 iulie 2008).